# Districte de Mecubúri
El districte de Mecubúri és un districte de Moçambic, situat a la província de Nampula. Té una superfície de 7.252 kilòmetres quadrats. En 2007 comptava amb una població de 155.624 habitants. Limita al nord amb el districte de Namuno de la província de Cabo Delgado, a l'oest amb els districtes de Lalaua i Ribáuè, al sud amb el districte de Nampula, i a l'este amb els districtes d'Eráti i Muecate.

## Divisió administrativa
El districte està dividit en quatre postos administrativos (Mecubúri, Milhana, Muite i Namina), compostos per les següents localitats:
- Posto Administrativo de Mecubúri:
  - Issipe
  - Mecubúri
  - Momane
  - Nahipa-Marririmue
  - Natala-Popue
- Posto Administrativo de Milhana:
  - Milhana
- Posto Administrativo de Muite:
  - Muite
  - Napai
  - Ratane
- Posto Administrativo de Namina:
  - Namina